# Tipula scylla
Tipula scylla är en tvåvingeart som beskrevs av Alexander 1964. Tipula scylla ingår i släktet Tipula och familjen storharkrankar.
Artens utbredningsområde är Zimbabwe. Inga underarter finns listade i Catalogue of Life.